# فارس قره بيت
فارس قره بيت هو فنان تشكيلي، مصوّر، ورسام كاركتير سـوري. ولد في دمشق 1963، وتخرّج من معهد الفنون الجميلة في دمشق أيضا ً عام 1986. ألتحق بعدها في أكاديمية الفنون الجميلة في روما ونال منها على دبلوم في التصوير العاري 1989. حصل على ماجستير في الرسوم المتحركة وفن الكتاب من جامعه حلون في القاهرة 1995 وتابع بعدها في القاهرة إلى أن حصل على الدكتوراه في الجغرافيك ورسوم المتحركة وفن الكتاب عام 1998. يعمل قره بيت حاليا ً كرئيس قسم الاتصالات البصرية في كلية الفنون الجمية في دمشق.

## الفن والأطفال
كما ويعمل رساما ً لرسوم الأطفال والكرتون في عدد من المجلات العربية منذ بداياته عام 1986 نذكر من هذه المجلات العربي الصغير - ماجد - سامر - أسامة - الطليعي.. الخ. كما أصدر عدد من الكتب لرسوم الأطفال.
كما عمل في إخراج أفلام الرسوم المتحركة وعمل بإخراج أربع الإعلانات التلفزويونية بالرسوم المتحركة

## تصوير
في رصيد قره بيت عدد لا بأس به من المعارض والأعمال التصويرية التي بدأ أولها بمعرضه الفردي الأوّل عام 1998. وشارك بعدها بعدّه معارض مشتركه منها عام 1992 معرض كلية الفنون الجميلة وما زال يشارك بها بشكل سنوي.
و معارض مشتركة بشكل متتابع في دمشق منها المعرض المتشرك لرعاية اللاجئين برعاية الأممم المتحدة عام 2003 في مكتبة الأسد.

## الكاركتير
أكثر ما اشتهر به فارس قره هو عمله كرسام كاركتير في العديد من الصحف السورية والعربية.
بدأ رسم الكاركتير عام 1983 ونشر في مجلة الوسط، الكفاح العربي، الأهرام العربي، تشرين، الثورة، صباح الخير، مجلد الناقد في لندن والراية في قطر وغيرهم..
نشرت بعضاً من أعماله في المجلة الأميركية American History
شارك بعدد من معارض الكاركتير العالمية المشترك منها والفردي. نال الجائزة الأولى في معرض أطفال الحجارة في إيران عام 1992، كما حصل على جائزة الصحافة العربية في نادي دبي للصحافة عام 2005
أصدر عدد من الكتب في الكاركتير وهي :
- الكاريكاتور بالأبيض والأسود.
- كاريكاتور فارس قره بيت 2000.
- كاريكاتور فارس قره بيت الجزء الثاني 2002.

أصدر ثلاث كتب للكاريكاتير وهي / الكاريكاتور بالأبيض والأسود 1987 – كاريكاتور فارس قره بيت 2000 – كاريكاتور فارس قره بيت 2002 /.

## الرسم
للأطلاع على مجموعة لوحات فارس قره بيت .
وللأطلاع على مجموعة صغيرة من رسوم الكاركتير .

## المصدر
موقع "أنا من سوريا"